# Södra Hornåstjärnen
Södra Hornåstjärnen är en sjö i Malung-Sälens kommun i Dalarna och ingår i Dalälvens huvudavrinningsområde. Sjön har en area på 0,0592 kvadratkilometer och ligger 456,5 meter över havet.

## Delavrinningsområde
Södra Hornåstjärnen ingår i det delavrinningsområde (680707-136028) som SMHI kallar för Utloppet av Horrmunden. Medelhöjden är 456 meter över havet och ytan är 65,73 kvadratkilometer. Räknas de 36 avrinningsområdena uppströms in blir den ackumulerade arean 353,44 kvadratkilometer. Horrmundsvallen (Björnån) som avvattnar avrinningsområdet har biflödesordning 3, vilket innebär att vattnet flödar genom totalt 3 vattendrag innan det når havet efter 470 kilometer. Avrinningsområdet består mestadels av skog (48 procent) och sankmarker (26 procent). Avrinningsområdet har 12,52 kvadratkilometer vattenytor vilket ger det en sjöprocent på 19 procent.